# Damboa

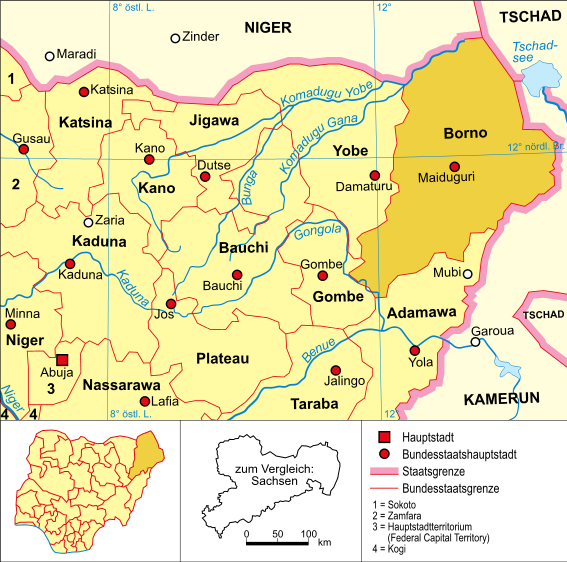
Bundesstaat Borno

Damboa ist eine Stadt in Nigeria und befindet sich im Bundesstaat Borno. Am 1. Januar 2007 hatte sie 233.200 Einwohner.

## Geographie und Verkehr
Damboa liegt im Nordosten des Landes und befindet sich an der Nationalstraße A4 die nach Biu (Nigeria) und nach Maiduguri, in die 90 Kilometer entfernte Hauptstadt des Bundesstaates führt. Eine Abzweigung von der A4 führt zudem nach Chibok.

## Sprachen
Hausa ist, wie in ganz Nord-Nigeria, Verkehrssprache. Daneben wird, vor allem im universitären Bereich, Englisch gesprochen, sowie Kanuri und Arabisch als Idiome der indigenen Gesellschaften.

## Geschichte

### Angriffe islamischer Fundamentalisten
Damboa war die erste Stadt und den dortigen Militärstützpunkt, den die islamistische Boko Haram im Juli 2014 einnahm und viele Häuser niederbrannte. Viele Einwohner sind aus der Stadt geflüchtet. Inzwischen ist die Miliz, die für den Tod von 15.000 Menschen und die Vertreibung von zwei Millionen Menschen verantwortlich gemacht wird, von einer multinationalen Truppe aus vielen Gebieten wieder zurückgedrängt worden. Im Juli 2016 wurde erneut die Zentralmoschee durch Selbstmordattentäter der Boko Haram angegriffen.